# 叶紫
叶紫（1910年11月15日—1939年10月5日），原名余昭明，又名余鹤林，笔名阿芷、杨镜清、陈芳等，男，湖南益阳人，中国作家。

## 生平
叶紫生于湖南省益阳县月塘湖乡。1932年，与陈企霞共同创办《无名文艺》杂志。同年，加入左联。1935年，出版了短篇小说集《丰收》，为奴隶丛书之一。1939年病逝于湖南益阳县。